# Åge
Åge (isländisch und alte dänische Schreibweise Aage) ist ein norwegischer und dänischer männlicher Vorname.

## Herkunft und Bedeutung
Åge ist eine dänische und norwegische Form von Áki, der altnordischen Verkleinerungsform von Namen mit dem Bestandteil anu (Vorfahre, Vater). Die schwedische Form des Namens ist Åke, die niederdeutsche Oke bzw. Ocke.

## Namensträger

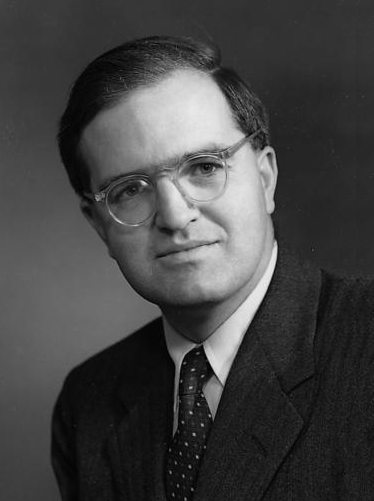
Aage Niels Bohr

- Aage Andersen (1883–1976), dänischer Fußballspieler
- Aage Bentzen (1894–1953), dänischer lutherischer Theologe und Professor für Altes Testament
- Aage Bertelsen (1873–1945), dänischer Maler
- Aage Birch (1926–2017), dänischer Segler und Bootsbauer
- Aage Blumensaadt (1889–1939), dänischer Maler
- Aage Niels Bohr (1922–2009), dänischer Physiker und Nobelpreisträger
- Aage Bugge (1896–1979), dänisch-grönländischer Pastor, Lehrer, Hochschulrektor und Schriftsteller
- Aage Chemnitz (1927–2006), grönländischer Kaufmann
- Aage Dons (1903–1993), dänischer Schriftsteller
- Aage Gerhardt Drachmann (1891–1980), dänischer Althistoriker und Bibliothekar
- Aage Frandsen (1890–1968), dänischer Turner
- Aage Friis (1870–1949), dänischer Historiker und Hochschullehrer
- Aage Fønss (1887–1976), dänischer Schauspieler und Sänger
- Aage Gitz-Johansen (1897–1977), dänischer Maler und Illustrator
- Åge Hadler (* 1944), norwegischer Orientierungsläufer
- Aage A. Hansen-Löve (* 1947), österreichischer Slawist
- Åge Hareide (* 1953), norwegischer Fußballtrainer
- Aage Haugland (1944–2000), dänischer Opernsänger
- Åge Hovengen (1927–2018), norwegischer Politiker der Arbeiderpartiet
- Aage Ibsen (1847–1915), dänischer Schriftsteller und Arzt
- Aage Jørgensen (1900–1972), dänischer Turner
- Aage von Kauffmann (1852–1922), dänischer Architekt
- Aage Myhrvold (1917–1991), norwegischer Radrennfahrer, nationaler Meister im Radsport
- Aage Rydstrøm-Poulsen (* 1951), dänischer Theologe und Hochschullehrer
- Aage Storm Borchgrevink (* 1969), norwegischer Schriftsteller und Literaturkritiker
- Aage Torgensen (1900–1932), dänischer Ringer
- Aage Utzon (1885–1970), dänischer Schiffbauingenieur
- Aage Walther (1897–1961), dänischer Turner

Zweitenname
- Tom Aage Aarnes (* 1977), norwegischer Skispringer
- Rolf Åge Berg (* 1957), norwegischer Skispringer
- Tor Åge Bringsværd (1939–2025),  norwegischer Schriftsteller
- Jan Åge Fjørtoft (* 1967), norwegischer Fußballspieler
- Karl Aage Hansen (1921–1990), dänischer Fußballspieler
- Thomas Aage Herz (1938–1995), schwedischer Soziologe
- Carl Aage Hilbert (1899–1953), dänischer Jurist und Gouverneur der Färöer
- Svend Aage Horsted (1928–2013), dänischer Meeresbiologe
- Svend Åge Madsen (* 1939), dänischer Schriftsteller
- Karl Aage Præst (1922–2011), dänischer Fußballspieler
- Karl-Aage Schwartzkopf (1920–2009), schwedischer Schriftsteller
- Per-Åge Skrøder (* 1978), norwegischer Eishockeyspieler
- Jon Åge Tyldum (* 1968), norwegischer Biathlet